# Toronto Raptors 1996-1997
La stagione NBA 1996-97 fu la 2ª stagione della storia dei Toronto Raptors che si concluse con un record di 30 vittorie e 52 sconfitte nella regular season, l'8º posto nella Central Division e il 12º posto della Eastern Conference.
La squadra non riuscì a qualificarsi per i playoff del 1997.

## Draft
| Giro | Scelta | Giocatore    | Posizione | Nazionalità | Università/Club |
| ---- | ------ | ------------ | --------- | ----------- | --------------- |
| 1    | 2      | Marcus Camby | centro    | Stati Uniti | UMass           |

## Regular season
| Squadra             | V  | P  | %    | GB |
| ------------------- | -- | -- | ---- | -- |
| Chicago Bulls       | 69 | 13 | 84,1 | -  |
| Atlanta Hawks       | 56 | 26 | 68,3 | 13 |
| Charlotte Hornets   | 54 | 28 | 65,9 | 15 |
| Detroit Pistons     | 54 | 28 | 65,9 | 15 |
| Cleveland Cavaliers | 42 | 40 | 51,2 | 27 |
| Indiana Pacers      | 39 | 43 | 47,6 | 30 |
| Milwaukee Bucks     | 33 | 49 | 40,2 | 36 |
| Toronto Raptors     | 30 | 52 | 36,6 | 39 |

## Play-off
Non qualificata

## Roster
| N° | Naz.                   | Ruolo | Sportivo         | Anno | Alt. | Peso |
| -- | ---------------------- | ----- | ---------------- | ---- | ---- | ---- |
| 2  | Stati Uniti (bandiera) | C     | Oliver Miller    | 1970 | 206  | 127  |
| 3  | Croazia (bandiera)     | C     | Žan Tabak        | 1970 | 213  | 111  |
| 4  | Stati Uniti (bandiera) | AC    | Sharone Wright   | 1973 | 211  | 118  |
| 7  | Stati Uniti (bandiera) | C     | Benoit Benjamin  | 1964 | 213  | 113  |
| 7  | Stati Uniti (bandiera) | AC    | Clifford Rozier  | 1972 | 211  | 111  |
| 12 | Stati Uniti (bandiera) | G     | Donald Whiteside | 1969 | 178  | 73   |
| 13 | Stati Uniti (bandiera) | GA    | Doug Christie    | 1970 | 198  | 91   |
| 20 | Stati Uniti (bandiera) | G     | Damon Stoudamire | 1973 | 178  | 78   |
| 21 | Stati Uniti (bandiera) | AC    | Marcus Camby     | 1974 | 211  | 100  |
| 24 | Stati Uniti (bandiera) | GA    | Jimmy Oliver     | 1969 | 196  | 93   |
| 24 | Stati Uniti (bandiera) | A     | Reggie Slater    | 1970 | 201  | 98   |
| 25 | Stati Uniti (bandiera) | GA    | John Long        | 1956 | 196  | 88   |
| 31 | Stati Uniti (bandiera) | G     | Shawn Respert    | 1972 | 185  | 88   |
| 32 | Stati Uniti (bandiera) | A     | Martin Lewis     | 1975 | 196  | 95   |
| 33 | Stati Uniti (bandiera) | AC    | Brad Lohaus      | 1964 | 211  | 104  |
| 34 | Stati Uniti (bandiera) | AC    | Carlos Rogers    | 1971 | 211  | 100  |
| 35 | Stati Uniti (bandiera) | AC    | Earl Cureton     | 1957 | 206  | 95   |
| 42 | Stati Uniti (bandiera) | GA    | Walt Williams    | 1970 | 203  | 99   |
| 44 | Stati Uniti (bandiera) | G     | Hubert Davis     | 1970 | 196  | 83   |
| 54 | Stati Uniti (bandiera) | A     | Popeye Jones     | 1970 | 203  | 113  |
| 55 | Stati Uniti (bandiera) | AC    | Acie Earl        | 1970 | 208  | 109  |

## Staff tecnico
- Allenatore: Darrell Walker
- Vice-allenatori: John Shumate, Bob Zuffelato, Jim Thomas, Brendan Suhr

### Arrivi/partenze
Mercato e scambi avvenuti durante la stagione:
Arrivi
| N° | Naz.                   | Ruolo | Sportivo        |  | Alt. |  |
| -- | ---------------------- | ----- | --------------- |  | ---- |  |
| 2  | Stati Uniti (bandiera) | C     | Oliver Miller   |  |      |  |
| 7  | Stati Uniti (bandiera) | C     | Clifford Rozier |  |      |  |
| 31 | Stati Uniti (bandiera) | G     | Shawn Respert   |  |      |  |

Partenze
| N° | Naz.                   | Ruolo | Sportivo  |  | Alt. |  |
| -- | ---------------------- | ----- | --------- |  | ---- |  |
| 55 | Stati Uniti (bandiera) | AG    | Acie Earl |  |      |  |

## Premi e onorificenze
- Marcus Camby incluso nell'All-Rookie First Team